# Stutzheim-Offenheim
 Stutzheim-Offenheim (en alsacià Stítze-Offne) és un municipi francès, situat a la regió del Gran Est, al departament del Baix Rin. L'any 1999 tenia 1.426 habitants.
Forma part del cantó de Bouxwiller, del districte de Saverne i de la Comunitat de comunes del Kochersberg.

## Demografia
| 1962 | 1968 | 1975 | 1982 | 1990 | 1999  |
| ---- | ---- | ---- | ---- | ---- | ----- |
| 451  | 469  | 535  | 634  | 982  | 1.426 |

## Administració
| Període   | Identitat            | Partit |
| --------- | -------------------- | ------ |
| 2001-2008 | Jean-Daniel Zeter    | UMP    |
| 2008-     | Jean-Charles Lambert |        |